# Christa Luding
Pour les articles homonymes, voir Luding.
Christa Luding-Rothenburger, née le 4 décembre 1959 à Weißwasser, en Allemagne de l'Est, est une patineuse de vitesse et cycliste sur piste allemande. Elle est la seule sportive à avoir gagné des médailles aux Jeux olympiques d'hiver et d'été la même année (1988).

## Biographie
Christa Rothenburger de son nom de jeune fille, fut une des meilleures patineuses dans les années 1980. Après avoir atteint deux podiums mondiaux en 1979 et 1983, c'est en 1984, aux Jeux olympiques d'hiver de Sarajevo qu'elle décroche son premier grand titre de sa carrière. En 1988, aux Jeux olympiques de Calgary, elle décroche son second titre olympique ainsi qu'une deuxième place sur 500 mètres. Sept mois plus tard et donc la même année, à Séoul, Christa remporte une médaille d'argent en cyclisme sur piste, un cas unique dans l'histoire des Jeux olympiques. C'est également en 1988 qu'elle se marie avec Ernest Luding, son entraîneur.
Elle prend sa retraite sportive en 1992.

## Palmarès
| Compétitions                              | Médaille d'or                                                                               | Médaille d'argent                                                    | Médaille de bronze                       |
| Patinage de vitesse                       |                                                                                             |                                                                      |                                          |
| Jeux olympiques                           | 1984 (500 m) 1988 (1000 m)                                                                  | 1988 (500 m)                                                         | 1992 (500 m)                             |
| Vitesse Championnats du monde             | 1985 1988                                                                                   | 1986 1989                                                            | 1979 1983 1987 1992                      |
| Coupe du monde                            | 1986 (500 m) 1988 (500 m) 1988 (1000 m) 1989 (500 m)                                        | 1986 (1000 m) 1989 (500 m)                                           |                                          |
| Vitesse Championnats d'Allemagne          | 1981 1982 1983 1992                                                                         | 1978 1979 1988                                                       | 1977                                     |
| Distance simple Championnats d'Allemagne  | 1980 (500 m) 1985 (500 m) 1986 (500 m) 1988 (500 m) 1989 (500 m) 1991 (500 m) 1991 (1000 m) | 1980 (1000 m) 1984 (500 m) 1986 (1000 m) 1988 (1000 m) 1989 (1000 m) | 1983 (500 m) 1983 (1000 m) 1984 (1000 m) |
| Cyclisme sur piste (Vitesse individuelle) |                                                                                             |                                                                      |                                          |
| Jeux olympiques                           |                                                                                             | 1988                                                                 |                                          |
| Championnats du monde                     | 1986                                                                                        | 1987                                                                 |                                          |